# Winnetou i Old Shatterhand
Winnetou i Old Shatterhand (niem. i serb.-chorw. Old Shatterhand, franc. Les Cavaliers rouges, wł. La battaglia do Fort Apache) – zachodnioniemiecko-jugosłowiańsko-francusko-włoski film przygodowy będący częścią cyklu filmowego o przygodach Apacza Winnetou i jego białych przyjaciół. Cykl zainspirowany powieściami Karla Maya.

## Fabuła
Komancze, przekupieni przez bandytów, dokonują napadu na farmę w przebraniu Apaczów. Winnetou i jego przyjaciel Old Shatterhand prowadzą śledztwo, by wykryć prawdziwych sprawców napadu.

## Obsada
- Lex Barker – Old Shatterhand
- Gert Günther Hoffmann – Old Shatterhand (głos)
- Pierre Brice – Winnetou
- Christian Wolff – Winnetou (głos)
- Dalja Lawi – Paloma Nakama
- Ruth Maria Kubitschek – Paloma Nakama (głos)
- Guy Madison – kapitan Bradley
- Rainer Brandt – kapitan Bradley (głos)
- Ralf Wolter – Sam Hawkens
- Gustavo Rojo – kapral Bush
- Dietmar Schönherr – kapral Bush (głos)
- Vojkan Pavlovic – Will Parker
- Mirko Boman – Dick Stone
- Bill Ramsey – Timpe
- Rik Battaglia – Dixon
- Kitty Mattern – Rosemarie
- Ingeborg Wellmann – Rosemarie (głos)
- Alain Tissier – Tujunga
- Arne Elsholtz – Tujunga (głos)
- Mirko Ellis – Joe Burker
- Gojko Mitić – Apacz
- Mavid Popović – Lata Nalgut
- Guy Madison – Falkenauge
- Nikola Popović – szeryf Brandon
- Martin Hirthe – szeryf Brandon (głos)
- Charles Fawcett – generał Taylor
- Hans Nielsen – generał Taylor (głos)
- Leonardo Putzgruber – Tom
- Joe D’Amato  – Colonel Hunter
- Andrea Scotti  – Flanner
- Aleksandar Đurić – Wielki Niedźwiedź
- Georg Attlfellner – Barbier Rost
- Gerd Duwner – Barbier Rost (głos)
- Ulla Moritz – osadniczka
- Vlasta Jovanović – szaman
- Nikola Ilić –
  - porucznik Boyd,
  - jeden z bandytów Dixona
- Dragoljub Radojcić – Farmer Kampendijk
- Uwe Rehse – Barkeeper
- Zika Denić – Schmied
- Stevo Petrović –
  - jeden z bandytów Dixona,
  - kawalerzysta